# Kastanjebruine mierpitta
De kastanjebruine mierpitta (Grallaria blakei) is een zangvogel uit de familie Grallariidae (mierpitta's). Deze vogel is genoemd naar de Amerikaanse ornitholoog Emmet Reid Blake (1908-1997).

## Verspreiding en leefgebied
Deze soort is endemisch in centraal Peru.

## Status
De grootte van de populatie wordt geschat op 10.000-20.000 volwassen vogels. Op de Rode lijst van de IUCN heeft deze soort de status niet bedreigd.